# Hypermaremma
Hypermaremma è un festival di arte pubblica volto alla creazione di un museo a cielo aperto d'arte contemporanea nei territori della Maremma (Toscana), attuato attraverso l'intervento di artisti contemporanei internazionali. Tra gli artisti più importanti che hanno partecipato ci sono: Claire Fontaine, Virginia Overton, Giuseppe Ducrot, Davide Rivalta, Mauro Staccioli, Charlemagne Palestine e Giuseppe Gallo.

## Storia
Hypermaremma nasce nel 2019 unitamente all'associazione culturale no profit che la organizza. ll festival è giunto alla sua sesta edizione e collabora con enti e istituzioni del territorio (Pescia Fiorentina, Capalbio, Ansedonia, Orbetello, Talamone, Isola del Giglio), proponendo interventi artistici in dialogo con il paesaggio per valorizzare i luoghi della Bassa Maremma.
A settembre 2021 Hypermaremma ha organizzato in collaborazione con Christie's, la prima edizione di Astamaremma, un'asta per raccogliere i fondi a sostegno del festival, futuri progetti e per diffondere l'arte contemporanea. Successive edizioni sono avvenute, in collaborazione con Sotheby's, a settembre 2022, settembre 2023 e luglio 2024.

## Edizioni
- 2019: Daniel Gustav Cramer, Renata De Bonis, Giulio Delvè, Gaia Di Lorenzo, Jason Dodge, Gianni Ferrero Merlino, Renato Leotta, Emiliano Maggi, Jonathan Monk, Benedetto Pietromarchi, Salvo, Gabriele Silli, Santiago Taccetti, Renata De Bonis, Michela De Mattei, Emiliano Maggi, Daniele Milvio, Rachel Monosov, Matteo Nasini, Pietro Pasolini, Alessandro Piangiamore, Benedetto Pietromarchi, Gianni Politi, Namsal Siedlecki, Piotr Skiba e Agnes?, Thomas Kratz, Sanjay Kansa Banik[14], Filippo Brancadoro[14], Vincenzo Schillaci[1], Apparatus 22[15], Adam Cruces[15], Caterina De Nicola[15], Débora Delmar[15], Gaia Di Lorenzo[15], Joana Escoval[15], Marco Giordano[15], Allison Grimaldi Donahue[16], Joshua Hopping[16], Dana Lok[16], Davide Mancini Zanchi[16], Ana Manso[16], Catherine Personage[16], Marco Pio Mucci[16], Jacopo Rinaldi[16], André Romao[15], Giulio Scalisi[15], Luca Staccioli[15], Jennifer Taylor[15], Hannah Tilson[15], Ilaria Vinci[16].
- 2020: Massimo Uberti[17].
- 2021: Mandalaki, Mario Airò, Gaia de Megni, Michela de Mattei, Marco Emmanuele, Moira Ricci, Salò, Agnes? E Malù Dalla Piccola [18].
- 2022: Giuseppe Gallo, Maurizio Nannucci, Claudia Comte, Francesco Cavaliere, Guglielmo Maggini, Gianni Politi, Rachel Monosov, Massimo Uberti[19].
- 2023: Virginia Overton, Giuseppe Ducrot, Charlemagne Palestine, Parasite 2.0, Felice Levini, Giuseppe Gallo, Claudia Comte.
- 2024: Claire Fontaine[3], Davide Rivalta, Gaetano Pompa, Giulia Mangoni[8], Mauro Staccioli[20], I Canzonieri, Carola Bonfili.